# Manuel de Freitas Novaes Neto
Manuel de Freitas Novaes Neto (Cruzeiro, 15 de novembro de 1892 — Cruzeiro, 5 de agosto de 1932) foi um militar brasileiro, capitão no 5º Regimento de Infantaria do Exército Brasileiro e capitão no Exército Constitucionalista do Setor Norte durante a Revolução Constitucionalista de 1932.

## Biografia
Manuel de Freitas Novaes Neto nasceu em Cruzeiro, em 15 de novembro de 1892, filho de Francisco de Paula Novaes e de Dona Anna Romeu, membros de tradicional família cruzeirense. Seu pai foi comandante da 29ª Brigada de Cavalaria da Guarda Nacional. Também era neto do major da guarda nacional Manuel de Freitas Novaes, próspero fazendeiro de Cruzeiro e considerado fundador da cidade. Manuel passou sua infância e adolescência na Fazenda Boa Vista em Cruzeiro, atualmente sede do Museu Municipal Major Novaes.
Em 1910, matriculou-se no Colégio Militar do Rio de Janeiro. Em 1912, ingressou na então Escola de Guerra, anexa à Escola de Artilharia e Engenharia, saindo em 1915 como aspirante a oficial no 53º B.C. Em 19 de outubro de 1916, foi promovido a 2º tenente. Em 1921, o então 2º tenente serviu no 27º B.C. de Manaus. Entre 1923 e 1924, já como 1º tenente, serviu no 6º B.C. de Ipameri. Em 1925, no 5º R.I. de Lorena e, ainda naquele ano, ocupou provisoriamente o comando do contingente da escola junto a Fábrica de Pólvora sem fumaça de Piquete. Em 13 de agosto de 1927, foi promovido a capitão. No ano seguinte, serviu na 3ª Cia do 1º B.C. de Petrópolis. Em julho de 1929, o então capitão foi nomeado para o 3ª Cia do 11º R.I. de São João del Rei. Também serviu por breve período em outras guarnições, como a de Caçapava, de Barbacena e de Curitiba.
Possuía curso de aperfeiçoamento para oficiais, em engenharia e química aplicada à guerra, por isso, foi muitas vezes requisitado na Fábrica de Pólvora de Piquete e outros trabalhos técnicos na área bélica.

Na ocasião da eclosão da Revolução Constitucionalista, em 9 de julho de 1932, comandava a 2ª Cia do 1º Batalhão do 5º Regimento de Infantaria de Lorena. Aderindo à causa dos paulistas, dirigiu-se de imediato para Cruzeiro para tomar as Estações Ferroviárias da Estrada de Ferro Minas e Rio para garantir a posição das tropas paulistas, além de ter providenciado o aquartelamento dos seus comandados nas imediações do Túnel da Mantiqueira, em auxílio ao major de Exército Henrique Quintiliano de Castro e Silva, então comandante interino daquela frente de combate. Nos primeiros dias da guerra também comandou a praça militar de Cruzeiro, baixando ordens aos moradores e organizando a passagem das tropas paulistas pela localidade. Posteriormente passou a comandar o tráfego na linha férrea entre Queluz e Cachoeira Paulista. Também garantiu o bloqueio da linha em direção ao Rio de Janeiro, manipulando as agulhas da linha.

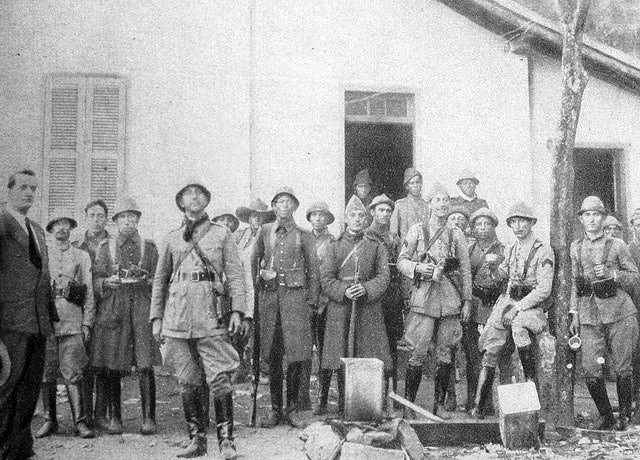
Manuel de Freitas Novaes Neto a frente de seus soldados, em julho de 1932, em casa que existia próxima ao Túnel da Mantiqueira no lado paulista.

Valente, destemido e profundamente admirado pela sua dedicação à causa que abraçara, conseguiu, certa vez, comandando pouco mais de 100 homens, fazer recuar as forças federais que seguiam para Cruzeiro com número bem superior de soldados. Em 5 de agosto de 1932, tendo os soldados paulistas embarcado para Queluz, travou-se acirrado combate que ocasionou o recuo das tropas federais.
Satisfeito e prevendo futuros ataques, o capitão decidiu então fazer um reconhecimento da região, acompanhado de uma pequena patrulha. Adiantando-se de seus soldados, o mesmo foi surpreendido por uma ordem: "Renda-se paulista", ao que no ato respondeu: "Um paulista morre mas não se rende". Atingido pelo tiroteio, tombou ferido o homem que, para seus soldados, era um exemplo de bondade e coragem. Ferido, no estomago, fígado e nos rins varados de balas, Manuel de Freitas Novaes foi trazido pelos que conseguiram sair ilesos do combate, sendo imediatamente levado para o Hospital de Sangue de Cruzeiro em cuja mesa de operações expirou na mesma tarde.
Esse episódio que ceivou a vida do estimado oficial tem acumulado ao longo dos anos diferentes relatos. Uma segunda narrativa é a do então jornalista Arnon de Mello (pai do ex-presidente Fernando Collor de Mello) que fazia a cobertura jornalística naquele front. Em seu livro São Paulo Venceu! (1933), o jornalista descreveu o episódio com base na narrativa do então major Euclides Zenóbio da Costa, que atuava naquele front, somado aos relatos de moradores de Queluz que teria testemunhado o ocorrido:
| “ | Era necessário virar uma agulha da linha férrea, entre Engenheiro Bianor e Queluz, parece que para dar passagem a um trem blindado. As forças dictatoriaes já dominavam a região de modo a varrer a metralhadora um bom pedaço da estrada. Um tenente, indicado para a missão, mostrou-se receioso. Foi quando o capitão Novaes falou, irritado: — Vocês são uns covardes. Pois vou eu. E lá foi, sozinho, virar a agulha. Alguns metros adiante, encontrou o capitão um sargento e um cabo, que vinham em sentido contrario: — Capitão, disse o sargento, não há nada em Engenheiro Bianor. Vim de lá agora mesmo. — Eu não disse que não havia razão para medo? Frizou o capitão. Pois voltemos lá, sargento. Os três foram, então, andando juntos. E mais adiante, o sargento, empunhando uma pistola, faz ver ao capitão: — Capitão, eu não sou das suas forças. O senhor está preso! O capitão Novaes fica devéras surprehendido e exalta-se, como se tivesse perdido a cabeça: — Sargento canalha, você me enganou! E avança para o sargento, que, em resposta, lhe dá três tiros. Dá o primeiro, dá o segundo e, ao dar o terceiro, ouve a sua voz: — Não atire mais que eu já estou morto. O sargento e o cabo correm, então. Com os tiros, uma patrulha paulista, que estava por perto, dirige-se ao local. Encontrando o capitão ainda com vida, arranja um troly e o leva para Queluz(...) Já agonizante, o capitão Novaes: — Morro, mas morro satisfeito, porque morro por São Paulo (...) O Major Zenóbio, a cujo destacamento pertencia o sargento que atirou no capitão, foi quem os deu, em Queluz as informações que completam a narrativa (...) | ” |

Os cruzeirenses e as tropas constitucionalistas do local prestaram-lhe amplas homenagens fúnebres na ocasião de seu velório e sepultamento. Em Cruzeiro, a notícia consternou a todos. O triste acontecimento foi amplamente divulgado pelos jornais da capital. O "Diário Popular" declarou: " O movimento constitucionalista acaba de perder, com a morte do Capitão Manoel de Freitas Novaes, um dos seus mais ardorosos defensores e um dos mais vigorosos esteios da vitória(… ) Inteligente e perspicaz, herdeiro legítimo das tradições de uma família bandeirante, paulista de velha têmpera, empregava o melhor de suas energias para que a pátria se visse logo liberta dos terríveis grilhões da ditadura e da tirania (… )". O falecimento do oficial foi também sentido nos meios governistas em que era muito estimado, embora fossem naquele conflito adversários.
O Capitão Neco, como é conhecido na sua cidade natal, foi sepultado no cemitério particular da Fazenda Boa Vista e, a 5 de julho de 1962, teve seus restos mortais transladados para o Mausoléu 32, no obelisco do Parque Ibirapuera, onde se lê: " Viveram pouco para morrer bem. Morreram jovens para viver sempre".
Era casado com Maria Izabel Maldonado Novaes.

## Homenagens
Foi homenageado por meio do Decreto municipal nº 8.118 de 3 de abril de 1969 com a Rua Capitão Manuel Novaes, no bairro de Santana, Zona norte da cidade de São Paulo, por sua coragem e determinação na Revolução Constitucionalista de 1932 e pelos serviços prestados ao país como militar do Exército Brasileiro.
Na sua cidade natal, Cruzeiro, há a rua Capitão Neco, nomeada em sua homenagem. Além do núcleo MMDC "Capitão Neco" com sede no mesmo município.